# Азанулбизар
У измишљеном свету Средње земље у делима Џ. Р. Р. Толкина, Азанулбизар је долина на истоку од Морије. На језику Људи са Севера назива се Димрил Дол (Dimrill Dale), на синдарину се назива Нандухирион (Nanduhirion), док је Азанулбизар име на куздулу.
Године 2799. Трећег Раздобља ту се одиграла битка између Патуљака и Орка из Морије, у којој су потоњи поражени а њихов вођа Азог убијен. Дружина Прстена је преноћила на том месту након бега из Морије и губитка Гандалфа.
У тој долини се налази и Језеро огледала, кристални чисто језеро у којем је Дурин први пут видео звезде. Кроз долину је такође текла река Среброток, даље ка Лоријену.